# Arcybiskupi lwowscy obrządku bizantyńsko-ukraińskiego
Arcybiskupi i biskupi lwowscy obrządku bizantyńsko-ukraińskiego
| Biskupi ordynariusze lwowscy obrządku bizantyńsko-ukraińskiego             | Biskupi ordynariusze lwowscy obrządku bizantyńsko-ukraińskiego | Biskupi ordynariusze lwowscy obrządku bizantyńsko-ukraińskiego |
| -------------------------------------------------------------------------- | -------------------------------------------------------------- | -------------------------------------------------------------- |
| Józef Szumlański                                                           | 1700–1708                                                      |                                                                |
| Barlaam Bazyli Szeptycki                                                   | 1708–1715                                                      |                                                                |
| Atanazy Szeptycki                                                          | 1715–1746                                                      |                                                                |
| Leon Ludwik Szeptycki                                                      | 1748–1779                                                      |                                                                |
| Piotr Bielański                                                            | 1780–1798                                                      |                                                                |
| Mikołaj Skorodyński                                                        | 1798–1805                                                      |                                                                |
| Arcybiskupi metropolici lwowscy obrządku bizantyńsko-ukraińskiego          |                                                                |                                                                |
| Antoni Angełłowicz                                                         | 1806–1814                                                      |                                                                |
| Michał Lewicki                                                             | 1816–1858                                                      | (kardynał, od 1848 prymas Galicji i Lodomerii)                 |
| Grzegorz Jachimowicz                                                       | 1860–1863                                                      |                                                                |
| Spirydion Litwinowicz                                                      | 1863–1869                                                      |                                                                |
| Josyf Sembratowycz                                                         | 1870–1882                                                      |                                                                |
| Sylwestr Sembratowycz                                                      | 1882–1898                                                      | (kardynał)                                                     |
| Julian Kuiłowski                                                           | 1899–1900                                                      |                                                                |
| Andrzej Szeptycki                                                          | 1900–1944                                                      |                                                                |
| Josyf Slipyj                                                               | 1944–1963                                                      | (kardynał)                                                     |
| Arcybiskupi więksi i Metropolici lwowscy obrządku bizantyńsko-ukraińskiego |                                                                |                                                                |
| Josyf Slipyj                                                               | 1963–1984                                                      | (kardynał)                                                     |
| Wołodymyr Sterniuk                                                         | 1972–1991                                                      | administrator                                                  |
| Myrosław Lubacziwśkyj                                                      | 1984–2000                                                      | (kardynał)                                                     |
| Lubomyr Huzar                                                              | 2001–2005                                                      | kardynał, arcybiskup większy Kijowa i Halicza od sierpnia 2005 |
| Arcybiskupi metropolici lwowscy obrządku bizantyńsko-ukraińskiego          |                                                                |                                                                |
| Ihor Woźniak                                                               | 2005-nadal                                                     |                                                                |
| Biskupi koadiutorzy                                                        |                                                                |                                                                |
| Josyf Slipyj                                                               | 1939-1944                                                      |                                                                |
| Myrosław Lubacziwśkyj                                                      | 1980–1984                                                      |                                                                |
| Biskupi pomocniczy                                                         |                                                                |                                                                |
| Grzegorz Jachimowicz                                                       | 1841–1848                                                      |                                                                |
| Iwan Bocheński                                                             | 1850–1857                                                      |                                                                |
| Spirydion Litwinowicz                                                      | 1857–1863                                                      |                                                                |
| Sylwestr Sembratowycz                                                      | 1879–1882                                                      |                                                                |
| Josyf Bocian                                                               | 1925–1926                                                      |                                                                |
| Iwan Buczko                                                                | 1929–1945                                                      |                                                                |
| bł. Nikita Budka                                                           | 1929–1949                                                      |                                                                |
| Bazyli Wełyczkowski                                                        | 1963–1973                                                      |                                                                |
| Wołodymyr Sterniuk                                                         | 1964–1997                                                      |                                                                |
| Nykanor Dejneha                                                            | 1972–1982                                                      |                                                                |
| Petro Kozak                                                                | 1983–1984                                                      |                                                                |
| Fyłymon Kurczaba                                                           | 1985–1995                                                      |                                                                |
| Julian Woronowski                                                          | 1986–1994                                                      |                                                                |
| Mychajło Sabryha                                                           | 1986–1993                                                      |                                                                |
| Julian Gbur                                                                | 1994–2000                                                      |                                                                |
| Wasyl Medwit                                                               | 1994–1997                                                      |                                                                |
| Lubomyr Huzar                                                              | 1996–2000                                                      |                                                                |
| Ihor Woźniak                                                               | 2001–2005                                                      |                                                                |
| Hlib Łonczyna                                                              | 2001–2003                                                      |                                                                |
| Benedykt Aleksijczuk                                                       | 2010–2017                                                      |                                                                |
| Wołodymyr Hruca                                                            | od 2016                                                        |                                                                |